# Сома, Алоизий Нобуо
Алоизий Нобуо Сома (21.06.1916 г., Токио, Япония — 6.10.1997 г., Нагоя, Япония) — католический прелат, епископ Нагои с 26 июня 1969 года по 6 октября 1997 год.

## Биография
18 марта 1960 года Алоизий Нобуо Сома был рукоположён в священника.
26 июня 1969 года Римский папа Павел VI назначил Алиозия Нобуо Сому епископом Нагои. 15 сентября 1969 года состоялось рукоположение Алоизия Нобуо Сомы в епископа, которое совершил апостольский пронунций в Японии титулярный архиепископ Тира Бруно Вюстенберг в сослужении с титулярным епископом Белали Петром Магосиро Мацуокой и кардиналом Павлом Ёсигоро Тагути.
5 апреля 1993 года Алоизий Набуо Сома вышел в отставку. Скончался 6 октября 1997 года.